# المسيلة (الجزائر)
المسيلة مدينة جزائرية تقع شرق الجزائر، وهي عاصمة ولاية المسيلة. تأسست بلدية المسيلة المختلطة في 20 ماي 1868 حيث كان يترأسها متصرف إداري ونائبه وأعضاء اللجنة البلدية كوسيط بين الإدارة والأهالي تابعة لدائرة سطيف عمالة قسنطينة حيث احتلها الاحتلال الفرنسي انطلاقًا من حملة نيقري في 29 ماي 1840 ودخلها بالضبط في 11 جوان 1841 بقيادة الجنرال بيدو وقائد الفرقة العسكرية آنذاك ايرد حيث وجدوها تحت السلطة التركية بقيادة المقراني عبد الرحمن. في 01 نوفمبر 1974 ترقت إلى مصاف الولايات وأصبحت عاصمة لها بعد أن كانت تابعة لولاية سطيف.

## جغرافيا

### تضاريس
في هذا التقرير ، الإحداثيات الجغرافية للمسيلة هي خط عرض 35.706 درجة ، وخط طول 4.542 درجة ، وارتفاع 477 م.
تُظهر التضاريس في 3 كيلومترات المحيطة بالمسيلة اختلافات طفيفة فقط في الارتفاع ، مع اختلاف أقصى في الارتفاع يبلغ 52 مترًا ومتوسط ارتفاع فوق مستوى سطح البحر يبلغ 475 مترًا. في الـ 16 كيلومترًا ، اختلافات طفيفة في الارتفاع فقط (509 مترًا). في الـ 80 كيلومترًا ، اختلافات كبيرة جدًا في الارتفاع (1696 مترًا).
المنطقة الواقعة على بعد 3 كيلومترات من المسيلة مغطاة بأسطح اصطناعية (71٪) ونباتات متفرقة (17٪) ، ضمن 16 كيلومترًا بها نباتات متفرقة (76٪) ، وضمن 80 كيلومترًا من خلال نباتات متفرقة (48٪) وعارية. التربة (19٪).

### مناخ
| البيانات المناخية لـ{{{location}}} | البيانات المناخية لـ{{{location}}} | البيانات المناخية لـ{{{location}}} | البيانات المناخية لـ{{{location}}} | البيانات المناخية لـ{{{location}}} | البيانات المناخية لـ{{{location}}} | البيانات المناخية لـ{{{location}}} | البيانات المناخية لـ{{{location}}} | البيانات المناخية لـ{{{location}}} | البيانات المناخية لـ{{{location}}} | البيانات المناخية لـ{{{location}}} | البيانات المناخية لـ{{{location}}} | البيانات المناخية لـ{{{location}}} | البيانات المناخية لـ{{{location}}} |
| الشهر                              | يناير                              | فبراير                             | مارس                               | أبريل                              | مايو                               | يونيو                              | يوليو                              | أغسطس                              | سبتمبر                             | أكتوبر                             | نوفمبر                             | ديسمبر                             | المعدل السنوي                      |
| ---------------------------------- | ---------------------------------- | ---------------------------------- | ---------------------------------- | ---------------------------------- | ---------------------------------- | ---------------------------------- | ---------------------------------- | ---------------------------------- | ---------------------------------- | ---------------------------------- | ---------------------------------- | ---------------------------------- | ---------------------------------- |
| [بحاجة لمصدر]                      |                                    |                                    |                                    |                                    |                                    |                                    |                                    |                                    |                                    |                                    |                                    |                                    |                                    |

## تاريخ المدينة

### الحقبة الإسلامية

#### العهد الفاطمي

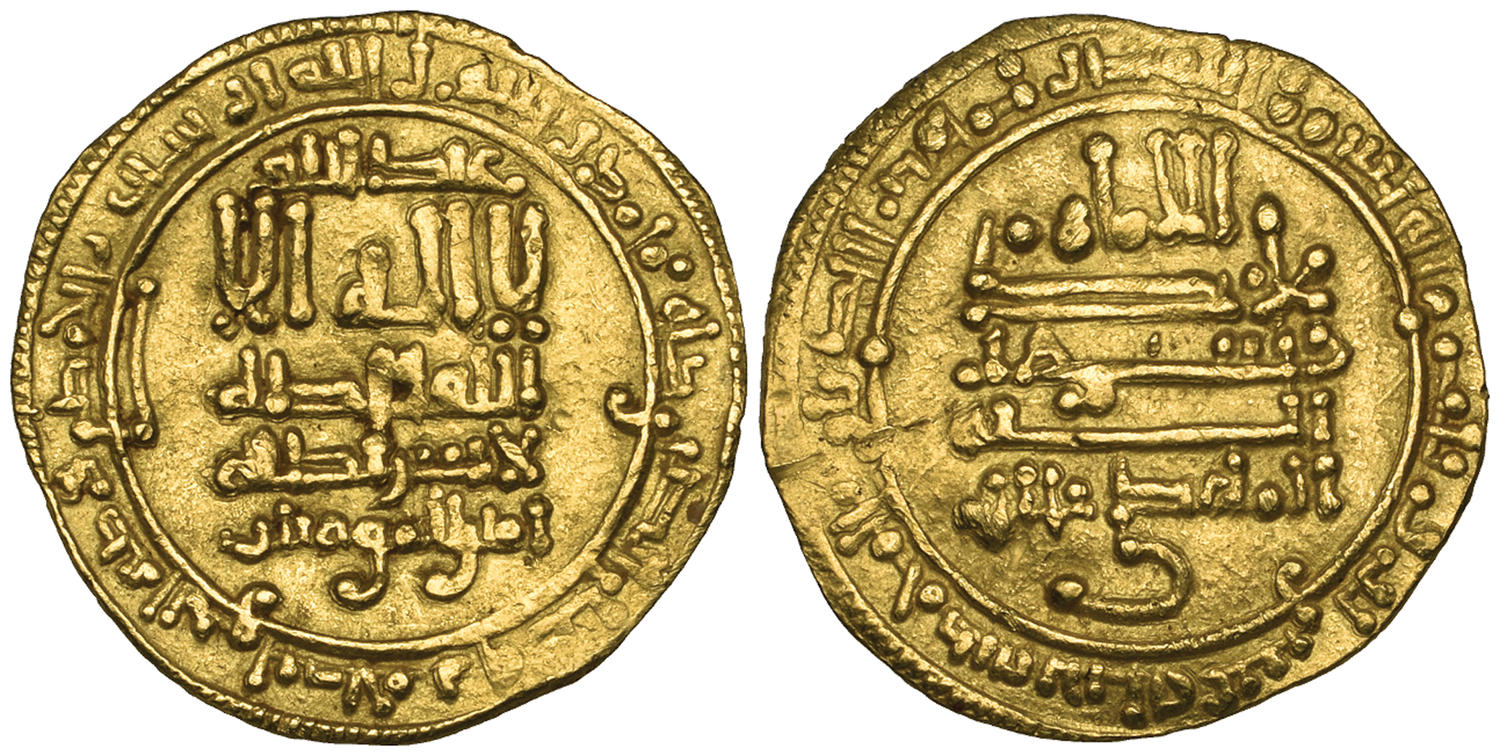
دينار فاطمي بالمسيلة

تأسست مدينة المسيلة سنة 315هـ الموافق لسنة 917 م من طرف أبو القاسم محمد بن عبد الله أي في الحقبة الفاطمية وأطلق عليها اسم المحمدية ، كما عرفت باسم زابي وهناك من ربط تسمية المسيلة بقبيلة ماسيليا التي توسع نفوذها حتى شمل ما يعرف قديما بإقليم نوميديا وبزوال هذه القبيلة بقي اسم المدينة بالمسيلة ، كما تدعى بالحضنة وهناك من يرى أن أصل تسمية المسيلة سواء كانت أطلقت من طرف العرب أو البربر يعود إلى أن المدينة على شكل حوض منبسط ذو مجاري مائية ولا ننسى أن موقع المسيلة في حد ذاته يعرف بحوض الحضنة.
إن طبيعة التضاريس في منطقة المسيلة هي التي ساعدت على تمركز السكان وتعاقب الحضارات منذ الأزمنة الغابرة كما تثبته الأماكن الأثرية وأكبر دليل على ذلك تواجد عدة رسوم ونقوش صخرية رسمها الإنسان القديم عن الحيوانات التي كانت موجودة بالمنطقة ، عدة مناطق تشهد على مرور المحاربين والتجار الرومان وما بقي خلفهم من أطلال وكتابات صخرية ، كما اختار الوندال منطقة طبنة (مقرة) والمسيلة كمقر لحكمهم خلال القرن الخامس.
إن تاريخ المنطقة تغير كليا عند مجيء العرب والمسلمين في القرن السابع وخلال القرن الأول للفتح الإسلامي حيث اعتنق السكان الدين الإسلامي ودافعوا عنه حتى الاستشهاد نظرا لسماحة الإسلام وعالميته تحت شعار الوحدانية والعدل ، بعد تواجد الخوارج بالمنطقة تلاها الحماديون بداية القرن الحادي عشر حيث حكمها حماد بن بلكين كما أسس في الشمال الشرقي للمسيلة سنة 1007 قلعته التي نالت شهرة واسعة واتخذها أول عاصمة له وعرفت تطورا وازدهارا هاما ، تلاها فترة وصول الهلاليون سنة 1052 م

#### العهد العثماني
وعرفت المنطقة التواجد التركي كما يبينه تواجد الحي السكني للأتراك المسمى بالكراغلة.

## التعليم في المسيلة
تحتوي المسيلة على جامعة محمد بوضياف والقطب الجامعي والعديد من المعاهد والإقامات الجامعية، كما تحتوي على العديد من الثانويات والمتاقن والمتوسطات والمدارس.

## أعلام المدينة
- إبن رشيق القيرواني
- إبن هاني الأزدي المسيلي
- محمد بوضياف
- خديجة بن قنة
- محمد الأخضر حمينة